# Thomas Humber

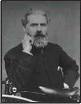
Thomas Humber nel 1890

Thomas Humber (Sheffield, 16 ottobre 1841 – Teddington, 24 novembre 1910) è stato un progettista e imprenditore inglese, fondatore della Humber.

## Biografia
Figlio di Samuel e di Lucia Turturici, oriunda siciliana, all'età di 5 anni Thomas seguì la famiglia a Kingston upon Hull dove il padre trasferì la sua bottega di sarto. Portato per la meccanica, iniziò la sua attività lavorativa a 13 anni, presso una bottega di fabbro, dimostrando subito spiccata attitudine, unitamente a un perfezionismo quasi maniacale. Nel decennio successivo al 1855 cambiò spesso azienda. La sua scarsa propensione ad essere accomodante portava inevitabilmente al conflitto, ma la sua eccezionale abilità meccanica gli consentiva sempre di trovare nuova occupazione.
Nel 1866 divenne capo fabbro presso l'officina di William Campion che produceva macchine per cucire e telai per l'industria tessile. L'anno successivo Campion partecipò all'Esposizione di Parigi dove ebbe occasione di vedere i primi velocipedi prodotti da Pierre Michaux. Ne acquistò uno e incaricò Humber di replicarlo, con l'intento di avviarne la produzione in Inghilterra. Humper riuscì perfettamente nell'operazione di replica del veicolo che, anzi, venne migliorato in più parti. Campion decise di avviare una produzione collaterale di velocipedi, ma ben conoscendo il "caratteraccio" del suo capo-fabbro, nel 1868 gli propose di avviare una sua attività satellite di tipo artigianale, dove avrebbe realizzato le parti più complesse del velocipede che sarebbero poi state montate nell'azienda madre. Nacque così la Humber, destinata a divenire una delle maggiori aziende britanniche produttrici di biciclette, motocicli, automobili e altri veicoli a motore.
Ben presto trasferita a  Beeston, fino al 1871 la Humber & Company Limited si occupò esclusivamente di produrre e affinare le parti di velocipede per la Campion, ma appena Thomas Humber ebbe i mezzi finanziari sufficienti, iniziò a produrre velocipedi in proprio, ponendo in essere un nuovo modello, denominato "di sicurezza", con trasmissione del moto sulla ruota posteriore. Il successo fu notevole, tanto che la Humber pubblicò, nel 1873, il suo primo catalogo illustrato.
Nel 1877 Thomas Humber decise di associarsi con Marriott e Cooper, due commercianti che avevano buone entrature per raggiungere il mercato londinese. La domanda di velocipedi aumentò enormemente, ma non proporzionalmente alla produzione, frenata dal perfezionismo di Humber, poco sensibile alla speculazione commerciale e ancor meno disposto a discutere i suoi ferrei metodi per la qualità della produzione.
Il litigio e la separazione tra i soci fu inevitabile. Marriott e Cooper fondarono una loro azienda e, con il marchio Humber, iniziarono a commerciare velocipedi, fatti costruire  dal giovane Dan Rudge, un altro piccolo artigiano inglese, dal grande futuro.
Per ovviare alla confusione commerciale, Thomas Humber contrassegnò i suoi prodotti con il marchio Humber-Beeston che in breve tempo divenne simbolo di qualità e perfezione tecnica.
Dopo aver ceduto il controllo della sua azienda a Joseph Horton, nel 1887, Humber continuò a dirigerla fino al 1892, quando si ritirò per ragioni di salute. Morì a Teddington, un sobborgo di Londra, nel 1910, quando l'azienda da lui fondata già produceva motocicli e automobili.